# Ghost (datorprogram)
Ghost (engelska: spöke, dubbelgångare) är ett kloningsprogram för datorer. Programmet utvecklas av Symantec.
Ghost används för att skapa en ögonblicksbild av datorns hela hårddisk.